# Isabel Cabral e Rodrigo Cabral
Isabel Cabral (Porto, 1949) e Rodrigo Cabral (Porto, 1942) são artistas plásticos de origem portuguesa. Realizaram o Curso Complementar de Pintura na Escola Superior de Belas Artes do Porto, em 1973 e 1972, respetivamente. Têm uma prática artística conjunta, desde 1987, que se materializa através da instalação, da escultura, da performance, da poesia visual, da pintura e da arte postal. Isabel Cabral foi professora na Escola Secundária Soares dos Reis, entre 1982-2010. Rodrigo Cabral foi professor de Pintura na Escola Superior Artística do Porto, entre 1983-1989, e na Faculdade de Belas Artes da Universidade do Porto, entre 1989-2004, nesta última instituição exerceu os cargos de Presidente do Conselho Pedagógico, entre 1999-2001, e de Presidente do Conselho Diretivo, entre 2001-2004.
Recentemente os artistas apresentaram várias exposições do seu trabalho, nomeadamente "Ecos Pop" com curadoria de Bernardo Pinto de Almeida, no Pavilhão de Exposições da Faculdade de Belas Artes da Universidade do Porto, "Escultura – 1986 a 2016" no Fórum da Maia, "Do nada para parte alguma" na Biblioteca Municipal de Santa Maria da Feira.

## Arte Pública
- 2010 Origem, Acert, Tondela, Portugal
- 2000 Catedral, Museu Escultura ao Ar Livre, Vila Nova de Cerveira, Portugal
- 1999 Mural (coletivo), Bairro de Santa Luzia, Porto, Portugal
- 1990 Mural, Bairro do Amial, Porto, Portugal
- 1979 Mural (coletivo), Sede do Partido Comunista Português, Lisboa, Portugal
- 1976 Pintura Mural (coletivo), União dos Sindicatos do Porto, Portugal
- 1974 Pintura Mural (coletivo), Fábrica Secca, Vila Nova Gaia, Portugal

## Coleções
A obra de Isabel Cabral e Rodrigo Cabral pertence a várias coleções: Museum fur Moderne Kunst, Weddel, Alemanha, Fundação Joquim Nabuco, Recife, Brasil, Fundart, Araraquara, São Paulo, Museu Rio Pardense, Brasil, Museo Internacional de seu Art, Vancouver, Canadá, Temporary Art Museum, Dinamarca, Associação Nacional de Jovens Empresários, Portugal, Museu do Vinho, Portugal, Museu Municipal Amadeo de Souza-Cardoso, Amarante, portugal, Museu Municipal de Espinho, Portugal, União dos Sindicatos de Braga, Portugal, Museu de Escultura ao Ar Livre, Vila Nova de Cerveira, Museu da Faculdade de Belas Artes da Universidade do Porto, Portugal, Câmara Municipal do Porto, Portugal, Câmara Municipal de Portalegre, Portugal, Fundação Cupertino de Miranda, Portugal, Câmara Municipal de Santa Maria da Feira, Portugal, Museu de Arte e Pintura Diogo Gonçalves, Portimão, Portugal, Centro Cultural de Macedo de Cavaleiros, Portugal, Casa Museu Maria da Fontinha, Castro D'Aire, Portugal, Museu do Vidro, Marinha Grande, Portugal, Sonae Investimentos SA, Portugal, Banco Internacional de Crédito, Lisboa, Portugal, Boavista Futebol Clube, Porto, Portugal, Post Museum, Estocolmo, Suécia.

## Prémios
- 1999 Escultura| Ambiente, Vila Nova de Cerveira, Portugal
- 1995 Concurso de Escultura da Sonae Investimentos, SA
- 1994 Prémio Almada Negreiros
- 1994 Prémio de Aquisição de Gravura, Amadora
- 1993 Prémio de Pintura do Boavista F.C
- 1983 Prémio Nadir Afonso
- 1981 Menção Honrosa, Festas da Cidade de Lisboa
- 1981 Menção Honrosa, Salão da Primavera, Estoril
- 1981 Menção Honrosa, Salão de Outono, Estoril
- 1972 Prémio do Cartaz, Iª Bienal Nacional de Artistas Novos, Vila Nova de Famalicão